# Municipio de San José Estancia Grande
El municipio de San José Estancia Grande es uno de los 570 municipios que conforman al estado mexicano de Oaxaca. Su cabecera es la localidad de San José Estancia Grande.

## Geografía
El municipio de San José Estancia Grande se encuentra localizado al suroeste del territorio oaxaqueño, pertenece al distrito de Jamiltepec, dentro de la región costa. Tiene una extensión territorial de 66.098 kilómetros cuadrados que equivalen al 0.07 % de la extensión total del estado; sus coordenadas geográficas extremas son 16°20′ - 16°25′ de latitud norte y 98°11′ - 98°19′ de longitud oeste, la altitud del territorio va de un mínimo de 0 a un máximo de 300 metros sobre el nivel del mar.
El territorio limita al oeste con el municipio de Santo Domingo Armenta, al noroeste con el municipio de Santa María Cortijo, al norte con el municipio de Santiago Llano Grande y al este y sur con el municipio de Santiago Pinotepa Nacional.

## Demografía
La población total del municipio de San José Estancia Grande de acuerdo con el Censo de Población y Vivienda realizado en 2010 por el Instituto Nacional de Estadística y Geografía, es de 977 habitantes.
La densidad de población asciende a un total de 14.78 personas por kilómetro cuadrado.

### Localidades
El municipio se encuentra formado por tres localidades, las principales y su población de acuerdo al censo de 2010 son:
| Localidad                | Población (2010) |
| ------------------------ | ---------------- |
| San José Estancia Grande | 960              |
| La Habra                 | 17               |
| Total municipio          | 977              |

## Política
El gobierno del municipio de San José Estancia Grande corresponde al ayuntamiento, éste es electo por el principio de partidos políticos, vigente en 146 municipios de Oaxaca, a diferencia del sistema de usos y costumbres vigente en los restantes 424, por tanto su elección es como en todos los municipios mexicanos, por sufragio directo, universal y secreto para un periodo de tres años renovables por un periodo inmediato, el periodo constitucional comienza el día 1 de enero del año siguiente a su elección. El Ayuntamiento se integra por el presidente municipal, un Síndico y un cabildo formado por tres regidores.

### Representación legislativa
Para la elección de diputados locales al Congreso de Oaxaca y de diputados federales a la Cámara de Diputados federal, el municipio de San José Estancia Grande se encuentra integrado en los siguientes distritos electorales:
Local:
- Distrito electoral local de 22 de Oaxaca con cabecera en Santiago Pinotepa Nacional.[4]

Federal:
- Distrito electoral federal 9 de Oaxaca con cabecera en Puerto Escondido.[5]

### Presidentes municipales
- (2005 - 2007): Ismael Reyes Montes
- (2008 - 2010): Leonardo Gil Salinas Hernández
- (2011 - 2013): Félix Rufino Metodio Corcuera
- (2014 - 2016): Félix Rufino Metodio Corcuera
- (2017 - 2018): Carmela Parral Santos
- (2019): Carmela Parral Santos [6]